# Steven Ogg

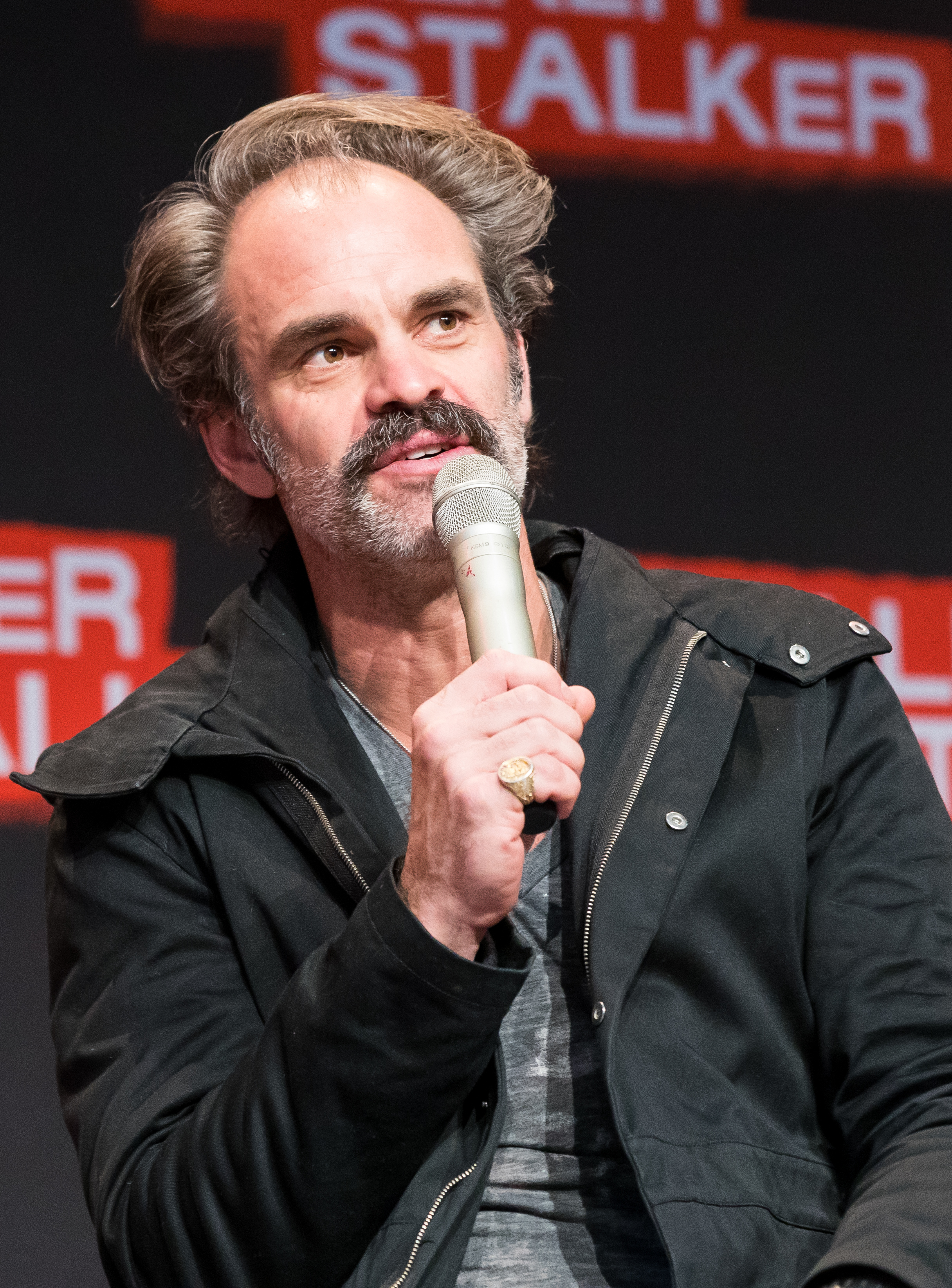
Ogg im März 2018

Steven Ogg (* 4. November 1973 in Calgary, Alberta) ist ein kanadischer Schauspieler. Bekanntheit erlangte Ogg vor allem durch seine Rolle als Trevor Philips in dem Computerspiel Grand Theft Auto V von 2013. Außerdem spielte er von 2016 bis 2018, über drei Staffeln hinweg, die Hauptrolle des Simon in der Fernsehserie The Walking Dead.

## Karriere
Ogg begann seine Schauspielkarriere in einem Film für die National Film Board of Canada, der staatlichen Filmbehörde Kanadas. Später übernahm er als Darsteller einige Rollen in Theaterstücken, anschließend fokussierte er eine Karriere im Sportbereich, die er jedoch aufgrund einer Verletzung schnell beenden musste.
So zog er nach New York um und widmete sich fortan wieder seiner Schauspielkarriere. Er trat in kleinen Nebenrollen bekannter Fernsehserien wie zum Beispiel Law & Order und Third Watch – Einsatz am Limit auf, nebenbei war er weiterhin in Theateraufführungen tätig und arbeitete zudem als Synchronsprecher.
Nachdem Ogg eine Pause von der Schauspielerei nahm, um sein Haus zu bauen, wurde er als Synchronsprecher und Motion-Capture-Darsteller von Rockstar Games für das Spiel Grand Theft Auto V engagiert. Dort übernahm er die Rolle des Trevor Philips, der in dem Videospiel besonders durch sein exzessiv gewalttätiges Verhalten und durch seine Wutanfälle auffällt.  Die Figur Trevor Philips wurde positiv rezensiert und war Oggs internationaler Durchbruch. Seitdem tritt Ogg bedeutend öfter im Fernsehen und in Spielfilmen auf, in der Horrorkomödie He Never Died übernahm er eine größere Rolle als Nebendarsteller. Über drei Staffeln hinweg spielte er in der sechsten und siebten eine Neben- und ab der achten Staffel die Hauptrolle des Simon in der Zombieserie The Walking Dead.
Seit 2020 spielt Ogg in der Endzeit-Serie Snowpiercer mit. Anfangs noch eine Nebenrolle, gehört er seit der 2. Staffel mit Pike zur Hauptbesetzung.
Steven Ogg hat einen Sohn.

## Filmografie

### Filme
- 1999: Giving it Up
- 2002: Thousand Dollar Shoes
- 2003: Mail Order Bride
- 2013: Out Here
- 2013: Disgrace
- 2013: Black Dog, Red Dog
- 2013: Kingdom Come
- 2014: Blackwell
- 2014: The Sandman
- 2014: Moondog Airwaves
- 2015: He Never Died
- 2015: The Escort – Sex Sells (The Escort)
- 2018: Solis
- 2019: The Short History of the Long Road
- 2022: Emancipation
- 2025: Sweetness

### Serien
- 2000: Law & Order
- 2001: Third Watch – Einsatz am Limit (Third Watch)
- 2013: Unforgettable
- 2013: Person of Interest
- 2014: Broad City
- 2014: Murdoch Mysteries
- 2015, 2022: Better Call Saul
- 2016–2018: The Walking Dead
- 2016–2018: Westworld
- 2016: Rush
- 2018–2019: The Tick
- 2020–2022: Snowpiercer
- 2023: The Walking Dead: Dead City

### Videospiele
- 2008: Alone in the Dark
- 2009: Cursed Mountain
- 2013: Grand Theft Auto V

## Auszeichnungen
- Nominiert – VGX Award als bester Synchronsprecher
- Nominiert – Code Central Award als bester männlicher Charakter
- Nominiert – Telegraph Award als bester Darsteller